# Contratto (common law)
Il contratto nel common law non è oggetto di una specifica e univoca definizione come invece ha previsto il legislatore italiano art. 1321 c.c. (Il contratto è l'accordo di due o più parti per costituire, regolare o estinguere tra loro un rapporto giuridico patrimoniale).
In generale bisogna distinguere il contract da:
- la promise che è un elemento propedeutico alla formazione del contratto ed esprime la dichiarazione delle parti di assumersi un'obbligazione giuridica.
- l'agreement che è l'accordo tra le parti.

Secondo il professor Patrick Atiyah (Essays on Contract), il contratto è basato nel suo nucleo fondamentale che è il bargain: una negoziazione tra le parti in grado di produrre un agreement con oggetto uno scambio di promesse (consideration), suscettibile inoltre di valutazione economica.

## Classificazione
I contratti possono essere suddivisi in
- Contracts of record: obbligazioni giuridiche che vincolano le parti emesse con sentenza dalle corti. Sono provvedimenti esecutivi dell'autorità giudiziaria, possono essere Recognisances o Judgments of a Court of Record.
- Contracts under seal: letteralmente contratti con sigillo. Sono contratti che necessitano di una forma scritta e solenne, quella del deed, che richiede la presenza di testimoni e la consegna alla controparte. In questo caso può mancare la consideration, perciò tali atti sono spesso utilizzati per contratti unilaterali e a titolo gratuito, per liberalità o per rinunce di un diritto.
- simple contracts: contratti semplici sottoposti alla disciplina generale.

In base alla modalità di esecuzione:
- Transaction contracts, se istantanei, esempio compravendita di un bene.
- Relation contract, se di durata, esempio un rapporto di lavoro.

In base alla consideration:
- Executed contracts: contratti le cui obbligazioni sono già state interamente o parzialmente eseguite.
- Executory contracts: contratti le cui obbligazioni sono ancora ineseguite.

La distinzione è rilevante poiché molte disposizioni sui contratti sono applicate dai giudici in modo diverso a seconda dello stadio di esecuzione del contratto cui le parti sono pervenute.

## Requisiti del Contratto nel Common Law

### Accordo
L'Accordo (Agreement) è raggiunto nel momento in cui offerta e accettazione sono esattamente coincidenti.
L'offerta è la promessa dell'offerente di assumere uno specifico obbligo nei confronti della controparte e può essere portata a conoscenza del destinatario in forma orale, scritta o mediante comportamento concludente. L'offerta al pubblico è un'offerta che deve contenere tutte le informazioni necessarie alla conclusione del contratto verso un destinatario qualsiasi, non definito. Nel Common Law la merce esposta nei negozi non è offerta al pubblico, ma è un invito a offrire, in Italia invece è il contrario.
L'accettazione deve avvenire nel tempo prestabilito eventualmente dall'offerente, in caso di accettazione dopo la scadenza, l'offerente può riservarsi la possibilità di accettare ma comunicandolo all'oblato.
Se l'accettazione è difforme dall'offerta si ha controproposta.
Inoltre tutte le dichiarazioni recettizie si reputano a conoscenza del destinatario nel momento in cui queste giungono al suo indirizzo salvo se questi provi di non esser stato in grado di riceverle per fatto non a lui imputabile (come accade in Italia art. 1335). Costituisce eccezione a tale principio la Mail Box Rule: in caso di accettazione per mezzo postale, questa si considera adeguatamente comunicata nella data in cui l'oblato imbuca la lettera (fa fede il timbro postale). Il rischio del mancato recapito è dunque dell'offerente.
La revoca dell'offerta può esser effettuata purché prima dell'accettazione dell'oblato (nella mail box rule prima che imbuchi la lettera).
La revoca dell'accettazione è esclusa nella mail box rule mentre negli altri casi deve pervinire all'offerente prima della dichiarazione di accettazione (caso peraltro difficilmente realizzabile).
Inoltre si può revocare un'offerta in queste condizioni:
- mancata accettazione o rifiuto dell'oblato
- scadenza dei termini eventualmente apposti dal proponente, in mancanza si considerano dei tempi ragionevoli
- mancato avveramento di una condizione sospensiva

Le parti nel momento della negoziazione precontrattuale sono tenute al rispetto dei duties of disclosure, i doveri precontrattuali.
Inoltre ci sono situazioni in cui le circostanze o la natura delle parole usate fanno sì che un invito a trattare sia un'offerta come nel caso in cui affissato a un oggetto ci sia la parola offerta speciale: 10 euro solo ai primi 10 clienti. Infatti questa rappresenta una specifica offerta che può solo essere accettata dai primi 10 clienti.

### Certainty
Esprime la volontà delle parti contraenti di voler effettivamente creare dei vincoli giuridici tra loro.
Queste possono infatti regolarmente disporre che gli accordi non abbiano valore legale pur se il contratto è fair cioè è valido e risponde a tutti i requisiti giuridici. È il caso dei Gentlemen's Agreements.
Può accadere poi che il contratto non abbia l'oggettiva certezza nella definizione e nell'esecuzione delle prestazioni, ci sia cioè una eccessiva vaghezza dei termini e quindi mancherebbe l'intention to create a legal relation. In tal caso è viziato da Uncertainty e quindi non valido.
Problemi al riguardo possono sorgere dal contract to make a contract, il corrispondente contratto preliminare inglese. Questa come figura contrattuale propria è sconosciuta al diritto inglese, tuttavia è ammissibile poiché le parti si rifarebbero per relationem ad un contratto già formato colmando la certezza col precedente atto.
Le Letters of Intent o Letters of Interest sono comunicazioni precontrattuali tra le parti con le quali esse si scambiano informazioni, formulano dei riepiloghi dei punti presi in esame e quindi sono prive ancora di valore vincolante (uncertainty). Oppure possono essere considerate dei contratti veri e propri erroneamente denominati letters of intent. Il problema dunque è trasferito nell'ambito soggettivo dei contraenti ed è risolto dalla giurisprudenza caso per caso attraverso "construction" ad hoc.

### Consideration
Esprime la controprestazione fornita dalle controparti. È requisito fondamentale nel common law perché non è immaginabile un contratto senza che avvenga uno scambio di prestazioni tra i contraenti. I contratti unilaterali, con obbligazioni cioè a carico di una sola delle parti sono contratti privi di consideration e quindi secondo il diritto inglese è possibile assumerli solo attraverso la forma scritta e solenne dei contracts under seal.
La consideration è assimilabile lontanamente alla "Causa" negli ordinamenti a civil law, cioè la ragione ultima oggettiva di un contratto peraltro tipizzata dal legislatore italiano.
La consideration può essere executed: lìddove la consideration è unilaterale da parte del solo promittente. Quando il promissario adempie alla prestazione richiesta dal promittente l'adempimento costituisce vincolo per il promittente e c'è executed consideration. Se ad esempio Tizio promette a Caio di pagare 100 euro se gli riporta la valigia perduta, nel momento in cui Caio la trova e gliela riporta, Tizio è vincolato alla promessa e dovrà pagare i 100 euro.
La consideration può poi essere Executory: Quando le due parti si fanno reciproche promesse su uno scambio futuro e la consideration dell'uno è la garanzia della prestazione per l'altro. Quando una parte adempie alla sua obbligazione la sua consideration diviene executed, quando anche l'altra parte adempie c'è discharge by Performance, il contratto cioè è adempiuto.
Da notare inoltre che se una delle prestazioni oggetto della consideration è già stata completamente eseguita prima della promessa questa non può considerarsi vincolante in base al principio past consideration is no consideration.

### Oggetto
Come in Italia (artt. 1346ss) anch'esso deve essere Lecito, (non contrario a norme imperative), Possibile (l'esecuzione deve poter esser garantita senza eccessivi costi per la controparte), Determinato o determinabile.

### Forma
Questa è nella maggior parte dei casi rimessa alla discrezione delle parti per il principio della Freedom of contract in forma libera, cioè scritta o orale o mista.
Eccezioni riguardano i contract under seal e talune forme ab substantiam. Dei primi se ne è già discusso; i secondi sono contratti che devono essere redatti per iscritto a pena nullità (Void Contracts). Riguardano contratti traslativi di beni mobili a scopo di garanzia e Consumer Credit Agreements.
Infine sono richiesti per iscritto ma come requisito per l'azionabilità in diritto (Forma ad Probationem) e quindi non sono nulli, i contratti traslativi o di godimento di beni immobili.
La forma è la veste giuridica del contratto.

## Cause d'invalidità

### Incapacità parti contraenti
Contratti con i Minori: i contratti conclusi da coloro che rientrano in tale categoria sono vincolanti solo se Necessaries, cioè atti indirizzati al mantenimento della propria condizione sociale (es. acquisto di vestiti, cibi). Gli altri atti che esulano da tale insieme sono invece annullabili (voidable) da parte del minore nel corso della sua minore età o entro un tempo ragionevale dopo il compimento della maggiore età.
Infermità Mentale e Drunkness: in linea di massima sono ascrivibili agli infermi, gli incapaci naturali e legali e ai Drunkeness coloro che si trovano in condizione di incapacità per causa a loro imputabile (ubriachi o drogati). In entrambe le situazioni i negozi da essi conclusi sono vailidi e vincolanti a meno che la controparte non era consapevole dello stato d'incapacità e quindi si possa ravvisare un intento doloso. In tal caso i contratti sono annullabili su istanza del soggetto danneggiato. Inoltre non sono vincolanti e non producono effetto sulla sfera giuridica soggettiva dell'interessato coloro che sono sottoposti, ai sensi del Mental Health Act del 1953, a strumenti di conservazione patrimoniale con sentenza adottata dalla corte.

### Misrepresentation
Oggetto della Misrepresentation sono la comunicazione di notizie false alla controparte sull'operazione contrattuale che si è posta in essere, tale da indurre o da aver indotto questa in modo determinante alla formazione e alla dichiarazione del suo consenso. La misrepresentation può essere Innocent nel caso in cui vi sia stato inconsapevolmente la comunicazione di tali notizie, Negligent in caso di omissione colposa o di mancata verifica della veridicità delle informazioni, Fraudolent qualora sia avvenuta con la consapevolezza e con intento lesivo dell'interesse della controparte. In ogni caso la Misrepresentation deve avere ad oggetto un carattere essenziale del contratto (un fact) e non una dichiarazione (statement of intention).
I rimedi preposti sono innanzi tutto una Rescission for Misrepresentation, cioè annullamento del contratto su istanza della parte lesa. Questa viene concessa nel momento in cui il contratto non sia stato ancora eseguito o qualora la parte lesa abbia la possibilità di ripetere la prestazione ricevuta. Inoltre deve esser richiesta entro un termine ragionevole dalla conclusione del contratto. I diritti dei terzi che hanno acquisito a titolo oneroso e in buona fede sono salvi (non invece nei casi di contratto Void, nullo).
Alla Rescission sono sempre connessi i danni (anche nei casi in cui questa non è concessa).
I damages possono esser richiesti attraverso più strumenti.
- Damages For Fraud at common law: per fraud Misrepresentation è un'action in tort (di natura extracontrattuale e quindi anche se il contratto non è stato concluso la parte risponde per illecito extracontrattuale).
- Damages for Negligence at common law: Identica alla prima ma si risponde per Negligence misrepresention e inoltre l'attore ha l'onere di provare il rapporto di special relationship con la controparte.
- Damages under Misrepresentation Act 1967 e Damages in Lieu under Misrepresentation Act: Sono azioni concesse grazie all'emanazione del Misrepresention Act (una statute law). La prima è concessa per Fraud e Negligence e consente, rispetto a quelle di common law, una più facile prova per l'attore (prova solo l'esistenza del contratto e le notizie false) mentre la seconda azione è concessa solo per Innocent Misrepresentation e non prevede la possibilità di cumulo con la Rescission (per cui la vittima sceglie o i danni o l'annullamento).

Infine se c'è serious misrepresentation cioè se questa è grave e colpisce una condition del contratto può avvenire una rescission for breach of condition (termination) cioè la risoluzione del contratto (non l'annullamento). Ciò consente l'accumulo oltre che dei Reliance e Restitution Damages anche degli Expectation Damages (cioè i danni per lucro cessante) per la vittima di misrepresentation. Se la misrepresentation colpisce invece una Warranty (esempio una breach of implied warranty of authority: cioè lìddove un agent è un falsus procurator dichiarando di agire in nome di un principal inesistente) c'è solo risarcimento dei danni senza termination a carico di cui che ha commesso la violazione.